# 김미숙 (연출가)
김미숙은 대한민국의 텔레비전 드라마 연출감독이다.

## 학력 및 경력
- MBC 프로듀서

## 드라마
- 2010년 MBC 드라마넷 토요 미니시리즈 《별순검 시즌 3》 ... 공동연출
- 2013년 OCN 일요 미니시리즈 《특수사건 전담반 TEN 2》 ... 프로듀서
- 2014년 MBC 아침 일일연속극 《모두 다 김치》 ... 조연출
- 2015년 MBC 아침 일일연속극 《이브의 사랑》 ... 조연출
- 2016년 ~ 2017년 MBC 아침 일일연속극 《언제나 봄날》 ... 공동연출
- 2017년 ~ 2018년 MBC 아침 일일연속극 《역류》 ... 공동연출
- 2019년 ~ 2020년 MBC 아침 일일연속극 《나쁜 사랑》 ... 연출
- 2024년 MBC 저녁 일일연속극 《용감무쌍 용수정》 ... 공동연출

## 예능
- 2011년 MBC 금요 예능프로그램 《댄싱 위드 더 스타》 ... 공동연출
- 2013년 MBC 금요 예능프로그램 《댄싱 위드 더 스타 2》 ... 공동연출